# Nous n'avons jamais été modernes

Nous n'avons jamais été modernes (sous-titré Essai d'anthropologie symétrique) est un essai du sociologue des sciences français Bruno Latour paru en 1991 aux éditions La Découverte. Il s'agit d'une réflexion sur la méthode scientifique et philosophique de la modernité s'appuyant notamment sur des concepts développés dans le cadre de la théorie de l'acteur-réseau. 
L'ouvrage s'articule également autour d'un commentaire de l'ouvrage de Steve Shapin et Simon Schaffer, Leviathan and the air-pump : Hobbes, Boyle, and the experimental life (1985) et De la justification : les économies de la grandeur (1991) de Luc Boltanski et Laurent Thévenot.

## Description
Pour l'auteur, la modernité (européenne) est terminée et, avec elle, l'idée de progrès qui en constituait la matrice. Le monde est constitué d'objets hybrides proliférant sans cesse et n'appartenant plus exclusivement au monde scientifique ou technique. Ils se présentent au contraire comme participant à la fois du politique, du culturel ou de l'économique. Il en va de même du pouvoir qui ne se joue plus seulement par des hommes politiques, mais aussi par des industriels, des scientifiques, des techniciens, etc.
Or le discours critique sur la modernité ne permet pas de rendre compte de la nature hybride des objets modernes. Au lieu d'associer ces objets entre eux, de respecter leur complexité et leur prolifération en les considérant en réseaux (selon les multiples connexions qu'ils établissent avec d'autres entités), ce discours sépare et oppose technique et nature, inhumanité de la science et humanité des sociétés, savant et politique (c'était la distinction classique de Max Weber), humain et non-humain. Ce « Grand partage » qui, selon Latour, est à l'œuvre dans ce discours critique n'est pas moderne puisqu'il ne parvient pas à rendre compte de ses objets. C'est pourquoi il doit s'appuyer désormais sur une anthropologie « symétrique » (concept issu des travaux de David Bloor et de la Sociologie de la connaissance scientifique), capable de traiter symétriquement - i.e. sur un pied d'égalité - les objets dans leur hybridité constitutive. 
Selon l'auteur, un discours anthropologique s'impose puisqu'il a surtout été réservé aux sociétés « pré-modernes », caractérisées par la consubstantialité du naturel et du culturel, du technique et du politique ou encore du mythique et du social. Certes, les différences entre sociétés traditionnelles et sociétés actuelles sont considérables et l'ignorer serait se cantonner dans la position relativiste du postmodernisme, position également écartée par Latour au profit du concept de « non-modernité ». 
Mais comme nous n'avons jamais vraiment appliqué le programme de la modernité qui postulait une indépendance du savoir par rapport au social et au politique, on peut dès lors concevoir que nous n'avons jamais été modernes : le monde dans lequel on vit est un composé d'hommes et d'hybrides, de réseaux sociotechniques complexes qu'il n'est plus possible de séparer ou d'isoler. 
Selon Latour, les innovations offrent un terrain d'analyse idéal pour mettre en application cette nouvelle posture anthropologique puisqu'elles produisent des hybrides et font coexister des acteurs humains et non-humains, etc. L'analyste ne peut plus se permettre de découper cet objet en parties ou ne pas tenir compte de son processus de formation. Il faut tenir compte également des opérations de traductions (transformations) des acteurs qui construisent l'innovation, les suivre, voir comment ils enrôlent d'autres acteurs. Le fonctionnement en réseau (acteur-réseau) doit être au centre de l'analyse ; l'innovation doit être comprise telle qu'elle se fait à travers ses transformations constantes autant par les acteurs qui la constituent que par les utilisateurs ou clients. En formulant leurs attentes, en les traduisant, ces derniers co-produisent en retour l'innovation et participent de son hybridité.

## Table des matières
1. Crise
2. Constitution
3. Révolution
4. Relativisme
5. Redistribution

- Bibliographie

## Édition
- Nous n'avons jamais été modernes. Essai d'anthropologie symétrique, Paris, La Découverte, « Poche / Sciences humaines et sociales », 2006 (éd. originale, 1991).  (ISBN 978-2-7071-4849-0)